# Araneus prospiciens
Araneus prospiciens là một loài nhện thuộc họ Araneidae.
Loài này thuộc chi Araneus. Araneus prospiciens được Tord Tamerlan Teodor Thorell miêu tả năm 1890.